# Ambassade des Philippines en Guinée
L'ambassade des Philippines en Guinée est la principale représentation diplomatique des Philippines en République de Guinée.

## Histoire
Les philippines ont mis en place d'abord un consulat générale en Guinée avant de nommée un ambassadeur.

## Listes des représentants
| N° | Nom et prénoms        | titre                    | Périodes |
| -- | --------------------- | ------------------------ | -------- |
| 1  | Moulaye Ahmed Haidara | Consul général honoraire |          |
| 2  | Leslie J Baja         | Ambassadeur              |          |